# Einzbach
Der Einzbach ist ein knapp 2 km langer Bach in der Gemarkung des Stadtteils Bibersfeld von Schwäbisch Hall im Landkreis Schwäbisch Hall im nordöstlichen Baden-Württemberg, der gegenüber dem Dorf Bibersfeld von rechts und Südwesten in die untere Bibers mündet.

## Geographie

### Verlauf
Der Einzbach entsteht am Ostfuß des Mainhardter Waldes auf etwa 375 m ü. NHN gegenüber dem Schotter-Waldparkplatz an der K 2669 Wielandsweiler–Bibersfeld. An der Nordspitze des Hangwaldes Gehrle in das Flurgewann Schafwiesen beginnt sein anfangs nordöstlicher, von etwas Gesträuch begleiteter und dort zuweilen durchflussloser Lauf, der nach den ersten 200 Metern für die nächsten 200 Meter der Landesstraße an ihrer Südseite folgt und sie dann unterquert.
Danach fließt der Bach beständiger in einer etwa einen Meter breiten Betonrinne und ziemlich geradlinig wieder nordostwärts, begleitet von einer abschnittsweise sporadischen und mehrfach aussetzenden Galerie aus Sträuchern und Bäumen, vor allem Schwarzerlen. In den Frohwiesen grenzt ein kleines Feldgehölz ans rechte Ufer, wenig danach ein weiteres. Die bis dorthin breite und wenig tiefe Bachmulde wird danach talartiger und nach bisher ausschließlich Wiesen zu beiden Seiten grenzen nunmehr Äcker ans linke Ufer.
Schließlich mündet der Einzbach auf etwa 347 m ü. NHN etwas unterhalb des Dorfsportplatzes in der Flussaue und wenige Schritte nach einem Steg über sie von rechts gegenüber dem Dorf Bibersfeld in die untere Bibers.
Der Einzbach mündet nach einem 1,9 km langen Lauf mit mittleren Sohlgefälle von etwa 15 ‰ rund 28 Höhenmeter nach seinem Ursprung am Waldrand. Er hat keine Zuflüsse.
Nach einem Messtischblatt aus der ersten Hälfte des 20. Jahrhunderts floss der Bach damals etwa an der Mitte des Laufes in den unteren Frohwiesen durch einen Kleinteich und danach in erkennbaren Schlingen, die im Zuge der späteren Flurbereinigung beseitigt wurden.

### Einzugsgebiet
Der Einzbach hat ein etwa 1,1 km² großes Einzugsgebiet am Ostfuß des Mainhardter Waldes, das naturräumlich gesehen in Gänze zum Unterraum Haller Bucht mit Rosengarten der Hohenloher und Haller Ebene gehört. Sein mit etwa 424 m ü. NHN höchster Punkt liegt am Büschelberg an seiner Südwestspitze etwas unterhalb des Steigenhauses an der Straße nach Sittenhardt. Auf etwas über einem Viertel des Einzugsgebietes im Südwesten an den Berghängen am unteren Abfall vom Mainhardter Wald steht Wald. Der übrige tiefere Teil ist ein offener, vom Grünland dominierter und durch Flurbereinigung fast ausgeräumter, nach Nordosten laufender Landschaftstreifen; etwa ab dem Mittellauf bestimmen Äcker das Bild auf der linken Talseite.
Reihum grenzen die Einzugsgebiete der folgenden Nachbargewässer an:
- An der langen Nordwestseite konkurriert erst der Binsenbach, dann der ihn aufnehmende Himmelreichsbach weiter aufwärts zum Kocher-Zufluss Bibers;
- hinter der langen südöstlichen Wasserscheide, die nach dem Abfall vom Büschelberg meist nahe der Trasse der K 2669 Wielandsweiler–Bibersfeld verläuft, führen der Sülzbach und sein kurzer Zufluss Schellaubach den Abfluss der anderen Seite etwas unterhalb des Einzbachs zur Bibers;
- die kurze und höchste südwestliche Wasserscheide verläuft etwa längs der an einem kleinen Pass von der K 2669 abzweigenden K 2589 nach Sittenhardt hinauf, hinter ihr liegt das Quellgebiet des Hilbenbachs, dessen Wasser der Rötenbach weiter zur Fichtenberger Rot führt, einem Zufluss des Kochers weit aufwärts der Bibers.

Das Gebiet liegt in der Bibersfelder Stadtteilgemarkung von Schwäbisch Hall, ist unbesiedelt, reicht aber mündungsnah fast bis an einige diesseits der Bibers stehende Häuser des Dorfes Bibersfeld. Es gehört in Gänze zum Naturpark Schwäbisch-Fränkischer Wald.

## Geologie
Im gesamten Einzugsgebiet steht im Untergrund der Keuper an, bis etwa zum Mittellauf die unterste Schicht Gipskeuper (Grabfeld-Formation) des Mittelkeupers, danach der Lettenkeuper (Erfurt-Formation) des Unterkeupers. Bis zum Mittellauf verläuft der Bach in einem Band von im Holozän aus der umgebenden Kulturlandschaft in seine Mulde eingeschwemmtem Material.

### LUBW
Amtliche Online-Gewässerkarte mit passendem Ausschnitt und den hier benutzten Layern: Lauf und Einzugsgebiet des Einzbachs

Allgemeiner Einstieg ohne Voreinstellungen und Layer: Daten- und Kartendienst der Landesanstalt für Umwelt Baden-Württemberg (LUBW) (Hinweise)
1. 1 2 3  Höhe nach dem Höhenlinienbild auf dem Hintergrundlayer Topographische Karte.
2. ↑  Länge nach dem Layer Gewässernetz (AWGN).
3. ↑  Einzugsgebiet abgemessen auf dem Hintergrundlayer Topographische Karte.
4. ↑  Schutzgebiete nach den einschlägigen Layern, Natur teilweise nach dem Layer Biotop.

### Andere Belege
1. ↑  Alter Verlauf nach dem Meßtischblatt 6924 Gaildorf von 1930 in der Deutschen Fotothek.
2. ↑  Wolf-Dieter Sick: Geographische Landesaufnahme: Die naturräumlichen Einheiten auf Blatt 162 Rothenburg o. d. Tauber. Bundesanstalt für Landeskunde, Bad Godesberg 1962. → Online-Karte (PDF; 4,7 MB)
3. ↑  Geologie nach den Layern zu Geologische Karte 1:50.000 auf: Mapserver des Landesamtes für Geologie, Rohstoffe und Bergbau (LGRB) (Hinweise)